# Marc Ridet
Marc Ridet, né en 1951 à Paris, est un programmateur musical et directeur artistique vaudois.

## Biographie
Marc Ridet est tout d'abord partagé entre ses études d'éducateur spécialisé, qu'il suit notamment en Écosse, et sa passion pour la musique, il profite d'une histoire amoureuse pour s'installer à Lausanne au début des années 1980. Il se tourne définitivement vers la musique en 1985, lorsqu'il devient programmateur de la nouvelle salle la Dolce Vita. Il parvient notamment à faire venir les Sonic Youth, les Red Hot Chili Peppers et Stéphane Eicher. Malgré son renvoi brutal de la Dolce Vita en 1995, Marc Ridet reste estimé dans le milieu étroit des musiques actuelles et fonctionne comme manager auprès d'Elliott Murphy et de Polar.
En 1997, Daniel Rossellat, directeur du Paléo Festival Nyon, le contacte pour créer une structure de soutien pour les artistes suisses, la Fondation romande pour la chanson et les musiques actuelles (FCMA). Le but de cette fondation n'est pas de subventionner des artistes, mais de les mettre en réseaux, de leur ouvrir l'accès aux labels, et de faciliter leurs apparitions scéniques. Il participe lui-même à cet effort en tant qu'organisateur de concerts, puisqu'il est le co-programmateur, avec Julien Gross, du festival biennal Label Suisse à Lausanne.
Obtenir un statut pour les musiques actuelles et les artistes suisses est une tâche qui lui tient à cœur. Marc Ridet ajoute ainsi à la FCMA le Swiss Music Export, plateforme basée à Zurich avec une antenne à Nyon, qui cherche à promouvoir et diffuser la musique suisse à l'étranger, avec comme partenaire principal le Festival du Printemps de Bourges ou l'Eurosonic de Groningue.

## Sources
- « Marc Ridet », sur la base de données des personnalités vaudoises sur la plateforme « Patrinum » de la Bibliothèque cantonale et universitaire de Lausanne.
- Masserey, Michel, "Noyée dans les chiffres rouges, la Dolce Vita fermera ses portes à l'été", Le Temps, 1999/04/08
- Julliard, Nicolas, "Avec le projet Swiss Music Export, la pop helvétique se lance à la conquête du monde", Le Temps, 2002/04/12
- "Le passeport suisse et moi", Le Temps, 2004/08/10
- Schenck, Christophe, "Marc Ridet au service de la musique suisse", L'Hebdo, 2006/12/07
- Senff, Boris, "De la Dolce Vita à la FCMA, Marc Ridet connaît la musique", 24 Heures, 2007/03/30, p. 38
- Vujica, Renata, "L'esprit de la Dolce est toujours vivant 25 ans après", 24 Heures, 2010/04/12.